# HEAVEN (GRANRODEOの曲)
「HEAVEN」（ヘヴン）は、2007年5月23日にLantisより発売されたKISHOWとe-ZUKAによるロックユニットGRANRODEOの5thシングルである。

## 解説
- WOWOW系アニメ『鋼鉄神ジーグ』のエンディングテーマ。
- 「HEAVEN」の収録にあたって、独特なヘヴィの音を出した重厚な楽曲を作りたかったe-ZUKAは、初めて7弦ギターを取り入れたという。
- アルバム「Instinct」にはHEAVENのボーカル新録版が収録されている。

## 収録曲
（全作詞：谷山紀章、作曲・編曲：飯塚昌明）
1. HEAVEN
2. Soul Crazy
3. HEAVEN (off vocal)
4. Soul Crazy (off vocal)

## 収録アルバム
| 曲名       | アルバムタイトル                | 備考                        |
| ---------- | ------------------------------- | --------------------------- |
| HEAVEN     | Instinct                        | 2ndアルバム、ヴォーカル新録 |
| Soul Crazy | GRANRODEO B‐side Collection "W" | ベストアルバム              |